# Coptotelia
Coptotelia is een geslacht van vlinders van de familie sikkelmotten (Oecophoridae), uit de onderfamilie Depressariinae.

## Soorten
- C. allardi Clarke, 1951
- C. bipunctalis (Warren, 1889)
- C. calidaria Meyrick, 1921
- C. colpodes (Walsingham, 1912)
- C. complicata Clarke, 1951
- C. cyathopoides Clarke, 1951
- C. elena Clarke, 1951
- C. fenestrella Zeller, 1863
- C. gioia Clarke, 1951
- C. margaritacea Meyrick, 1924
- C. nigriplaga Dognin, 1904
- C. pecten Clarke, 1951
- C. perseaphaga Clarke, 1951
- C. terminalis Clarke, 1951